# Jonas da Silva Santos
Jonas da Silva Santos (nacido el 20 de febrero de 1998 en cidade de Teresina-Pi) es un futbolista brasileño que juega como defensa.

## Trayectoria

### Clubes
| Club       | País   | Año         |
| ---------- | ------ | ----------- |
| Bahia      | Brasil | ???? - 2018 |
| Tochigi SC | Japón  | 2019 -      |